# Вйонзовниця-Мала
Вйонзовниця-Мала (пол. Wiązownica Mała) — село в Польщі, у гміні Сташув Сташовського повіту Свентокшиського воєводства.
Населення — 197 осіб (2011).
У 1975-1998 роках село належало до Тарнобжезького воєводства.

## Демографія
Демографічна структура на день 31 березня 2011 року:
|          | Загалом | Допрацездатний вік | Працездатний вік | Постпрацездатний вік |
| -------- | ------- | ------------------ | ---------------- | -------------------- |
| Чоловіки | 95      | 19                 | 59               | 17                   |
| Жінки    | 102     | 15                 | 48               | 39                   |
| Разом    | 197     | 34                 | 107              | 56                   |